# Gregor Schoeler

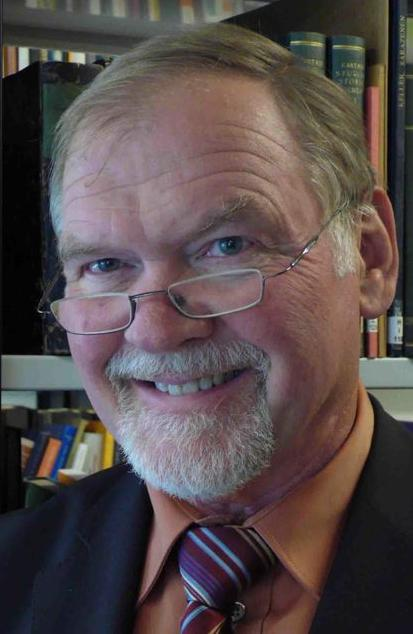
Gregor Schoeler

 Gregor Schoeler (* 27. Juli 1944 in Waldshut) ist ein Arabist und Islamwissenschaftler mit deutscher und schweizerischer Staatsangehörigkeit. Seine Forschungsgebiete sind die Prophetenbiographie, das islamische Lehr- und Überlieferungssystem, Hadith, die klassische arabische und persische Literatur, insbesondere die arabische Dichtung, schöngeistige Prosa und Literaturtheorie, die Beschreibung arabischer Handschriften und das Fortleben der Antike im Islam. In seinen Forschungen zur Prophetenbiographie hat er anhand von einzelnen Beispielen die Überlieferungswege der Berichte über das Leben Mohammeds rekonstruiert und aufgezeigt, dass sich viele dieser Berichte bis auf ʿUrwa ibn az-Zubair (gest. 712/13), den Neffen der Prophetengattin ʿĀ'ischa bint Abī Bakr, zurückführen lassen.

## Leben und Lehrtätigkeit
Schoeler legte sein Abitur 1963 am Scheffel-Gymnasium Bad Säckingen ab. Er studierte zunächst an der Philipps-Universität Marburg die Fächer Germanistik, Romanistik, Philosophie und Semitistik, letztgenanntes bei Otto Rössler, später dann an der Johann Wolfgang Goethe-Universität Frankfurt am Main und Justus-Liebig-Universität Gießen die Fächer Islamwissenschaft und Semitistik. In Gießen wurde er auch 1972 in Islamwissenschaft promoviert; sein Doktorvater war Ewald Wagner. Von 1972 bis 1973 und von 1975 bis 1978 arbeitete er als Wissenschaftlicher Mitarbeiter an einem von der Deutschen Forschungsgemeinschaft (DFG) geförderten Projekt zu Abū Nuwās; von 1973 bis 1974 war er Referent am Orient-Institut Beirut, das damals noch von der Deutschen Morgenländischen Gesellschaft unterhalten wurde. 1978–1980 war er als Wissenschaftlicher Mitarbeiter in dem von der DFG finanzierten Projekt zur Katalogisierung der orientalischen Handschriften in Deutschland angestellt. 1980 wurde er Hochschulassistent an der Universität Giessen, 1981 erfolgte die Habilitation in Gießen.
1982 erhielt Schoeler einen Ruf an die Universität Basel, wo er bis zu seiner Emeritierung 2009 den Lehrstuhl für Islamwissenschaft innehatte und Vorsteher des Orientalischen Seminars war. Von 1993 bis 2010 war er Mitherausgeber der schweizerischen Zeitschrift Asiatische Studien/Etudes Asiatiques. Im Frühjahr 2000 war er Gastprofessor an der École pratique des hautes études in Paris, im März 2010 Messenger Lecturer an der Cornell University. Shawkat Toorawa, Professor für arabische Literatur an der Yale University, lobte ihn bei dieser Gelegenheit als „vielleicht den bedeutendsten Experten für den frühen Islam“ (may be the most significant scholar of early Islam).
Gregor Schoeler ist verheiratet mit der Diplom-Psychologin Christa Schoeler (geb. 1943) und hat zwei Kinder: den Sozialpädagogen Benedikt Schoeler (geb. 1980) und die Schauspielerin und Regisseurin Livia Schoeler (geb. 1982).

## Auszeichnungen
- 2006 wurde Schoeler von der Académie des Inscriptions et Belles-Lettres am Institut de France für sein Buch „Ecrire et transmettre dans les débuts de l’Islam“ der Prix Delalande-Guérineau verliehen.[4]
- 2012 bekam er den „World Prize for the Book of the Year“ der Islamischen Republik Iran für sein Buch The biography of Muḥammad: nature and authenticity (= engl. Übersetzung von Charakter und Authentie der muslimischen Überlieferung über das Leben Mohammeds).[5]
- 2015 erhielt er zusammen mit Geert Jan van Gelder den Sheikh Hamad Award for Translation and International Understanding für die Edition und Übersetzung von Abū l-ʿAlāʾ al-Maʿarrīs Risālat al-Ġufrān (Sendschreiben über die Vergebung).[6]

## Publikationen (chronologisch)
- Arabische Naturdichtung. Die Zahrīyāt, Rabʿ̄īyāt und Rauḍīyāt von ihren Anfängen bis Aṣ-Ṣanaubarī. Eine gattungs-, motiv- und stilgeschichtliche Untersuchung. Steiner u. a., Wiesbaden u. a. 1974, ISBN 3-515-01838-7 (Beiruter Texte und Studien 15), (Überarbeitete Fassung der Dissertation).
- Einige Grundprobleme der autochthonen und aristotelischen arabischen Literaturtheorie. Ḥāzim al-Qarṭāğannīs Kapitel über die Zielsetzungen der Dichtung und die Vorgeschichte der in ihm dargelegten Gedanken. Steiner u. a., Wiesbaden u. a. 1975, ISBN 3-515-01966-9 (Abhandlungen für die Kunde des Morgenlandes 41, 4).
- Der Dīwān des Abū Nuwās, Teil IV, Wiesbaden 1982. Edition der Ghazal-Liebesgedichte.
- „Mündliche Thora und Ḥadīth im Islam. Überlieferung, Schreibverbot, Redaktion“, in: Der Islam 66 (1989) 213-251. - Engl. Übers. in „Oral Torah and Ḥadīth: Transmission, Prohibition of Writing, Redaction“, in: Harald Motzki (Hg.): Hadith. Origins and Development. Ashgate Publishing, Aldershot/Burlington 2004, S. 67–108.
- Arabische Handschriften, Teil II (= Verzeichnis der orientalischen Handschriften in Deutschland XVII B2). Franz Steiner, Stuttgart 1990. Digitalisat
- Charakter und Authentie der muslimischen Überlieferung über das Leben Mohammeds. De Gruyter, Berlin u. a. 1996, ISBN 3-11-014862-5 (Studien zur Sprache, Geschichte und Kultur des islamischen Orients NF 14). – Engl. Übersetzung als The Biography of Muhammad: Nature and Authenticity, translated by U. Vagelpohl, ed. by J. E. Montgomery, London, New York 2011.
- Abū l-ʿAlāʾ al-Maʿarrī: Paradies und Hölle. Die Jenseitsreise aus dem „Sendschreiben über die Vergebung“. Aus dem Arabischen übersetzt und herausgegeben. C. H. Beck, München 2002, ISBN 3-406-48446-8 (Neue Orientalische Bibliothek).
- Ecrire et transmettre dans les débuts de l'islam. Paris 2002.
- The Oral and the Written in Early Islam translated by U. Vagelpohl, edited by J. E. Montgomery. Routledge, London, New York 2006. Sammlung von sechs ins Englische übersetzten Aufsätzen, von denen fünf vorher in Der Islam erschienen sind.
- Zusammen mit Andreas Görke: Die ältesten Berichte über das Leben Muḥammads: das Korpus ʿUrwa ibn az-Zubair. Darwin Press, Inc., Princeton, N.J., 2008.
- The Genesis of Literature in Islam: From the Aural to the Read, in Collaboration with and Translated by Shawkat M. Toorawa. Edinburgh 2009. Erweiterte englische Übersetzung von Ecrire et transmettre dans les débuts de l'islam. Die wichtigste Erweiterung darin ist ein Kapitel über al-Dschāhiz.
- Abū l-ʿAlāʾ al-Maʿarī: The Epistle of Forgiveness: Volume One: A Vision of Heaven and Hell. Edited and translated by Geert Jan Van Gelder and Gregor Schoeler. New York University Press, New York 2013.
- Abū l-ʿAlāʾ al-Maʿarrī: The Epistle of Forgiveness: Volume Two: Hypocrites, Heretics, and Other Sinners. Edited and translated by Geert Jan Van Gelder and Gregor Schoeler. New York University Press, New York 2014.
- Zusammen mit Youssef Mogtader: Turandot. Die persische Märchenerzählung, Edition, Übersetzung, Kommentar. Wiesbaden 2017.
- Arabische Handschriften, Teil XIV Arabische Foliobände der Staatsbibliothek zu Berlin - Preussischer Kulturbesitz (= Verzeichnis der orientalischen Handschriften in Deutschland XVII B14), Stuttgart 2020.
- Recording in The Wiley Blackwell Concise Companion to the Hadith. Ed. by D.W. Brown. Hoboken NJ 2020. S. 91–112.
- „Arabic“, in How Literatures Begin: A Global History. Ed by Joel B. Lande & Denis Feeny. Princeton University Press, Princeton & Oxford 2021. S. 191–216.
- Zusammen mit Andreas Görke: The Earliest Writings on the Life of Muḥammad. The ʿUrwa Corpus and the Non-Muslim Sources. (=Studies in Late Antiquity and Islam 27). Gerlach Press, Berlin 2024.

## Belege
1. 1 2  Jens Panse: Islamwissenschaftler der Universität Basel hält erste Ringvorlesung in diesem Jahr am 8. Januar im Rathausfestsaal Meldung des Informationsdienst Wissenschaft vom 3. Januar 2008.
2. ↑  University and Messenger Lectures (1960-Present) Office of the Dean, Cornell University.
3. ↑  Jackie Lam: Acclaimed Prof Brings Passion for Islamic Lit to C.U. in The Cornell Daily Sun 3. März 2010.
4. ↑  Prix Delalande-Guérineau an Gregor Schoeler (Memento vom 19. Juli 2023 im Internet Archive) Meldung vom 27. November 2006 auf der Website der Universität Basel.
5. ↑  World Prize for the Book of the Year names winners (Memento vom 19. Juli 2023 im Internet Archive) Meldung der Iran's Book News Agency vom 9. Februar 2012.
6. ↑  Chip Rosetti: The Epistle of Forgiveness wins big! Meldung vom 7. Dezember 2015 auf der Website der Library of Arabic Literature.

| Personendaten    | Personendaten                              |
| ---------------- | ------------------------------------------ |
| NAME             | Schoeler, Gregor                           |
| KURZBESCHREIBUNG | deutscher Arabist und Islamwissenschaftler |
| GEBURTSDATUM     | 27. Juli 1944                              |
| GEBURTSORT       | Waldshut                                   |